# École d'agrobiologie de Beaujeu
 (mai 2017).
 (mai 2017).
Si vous disposez d'ouvrages ou d'articles de référence ou si vous connaissez des sites web de qualité traitant du thème abordé ici, merci de compléter l'article en donnant les références utiles à sa vérifiabilité et en les liant à la section « Notes et références ».
L'école d'agrobiologie de Beaujeu est une école associative d'enseignement supérieur, implantée de 1983 à 1998, dans le domaine de Malval, à Beaujeu (Rhône), en plein cœur du Beaujolais.
Son enseignement était largement basé sur l'anthroposophie, doctrine créée par l'occultiste autrichien Rudolf Steiner . Elle enseignait notamment la biodynamie , mais dispensait également des cours de permaculture, d'œnologie, de microbiologie, de sylviculture, de médecines vétérinaires alternatives comme l'homéopathie, la médecine traditionnelle chinoise et la médecine anthroposophique ou encore de philosophie en lien avec l'anthroposophie .
Elle fut créée en 1983 par l'agriculteur et biodynamiste Victor Michon et sa femme Suzanne. Suzanne Michon était la directrice et la cuisinière de l'école.
Elle cesse ses activités en 1998 à la suite de la mort de Suzanne Michon, véritable pierre angulaire de l'institution.

## Enseignants
- Victor Michon (1914-2000), philosophe de la Nature
- Suzanne Michon

et, par ordre alphabétique : 
- Pierre Arnaud, vétérinaire homéopathe
- Bernard Berthet, analyse agroalimentaire
- Claude Bourguignon, microbiologie des sols
- Gérard Ducerf, botanique et plantes bio-indicatrices
- Josette Ducom, biodynamie
- Roger Durand, biochimie
- Xavier Florin, biodynamie
- Lydia Gabucci-Bourguignon, biodynamie
- Emilia Hazelip, permaculture, agriculture synergétique
- Dr Jean-Yves Henry, homéopathie,  plantes médicinales
- Yves Hérody, géologie, pédologie
- Max Léglise, œnologie, viticulture
- Joseph Lucas
- Jocelyne Moisy, architecte dplg
- Jean Nolle, traction animale
- André Passebecq, naturopathe
- Olivier Pichaud
- Jean-Claude Poëncet (homeopathie analogique, bio-dynamie)
- Jean-Claude Rodet (élevage)
- Pierre Rabhi, philosophe
- Jean-Pierre Scherrer, coordinateur

## Témoignages
Pierre Rabhi, qui y a enseigné, écrit :
« L'École d'Agrobiologie de Beaujeu a permis à de multiples disciplines scientifiques, techniques, sociales ainsi qu'à de simples expériences humaines de trouver un lieu de convergence. Ainsi se sont trouvés réunis les éléments d'une sorte de puzzle représentatif d'une problématique globale et fondamentale de notre temps, à savoir le rapport des humains avec les fondements de la vie en général et de la survie que nous devons à la terre nourricière en particulier. »
— Pierre Rabhi, préface du livre Une agriculture du vivant : l'héritage de l'école de Beaujeu
Abdoulaye Sarr, agriculteur et formateur en agriculture biologique dans le Sénégal oriental, ancien élève de l'école de Beaujeu, raconte ce qu'elle lui a apporté : 
« Dans les années 1980, nous étions un groupe d’une dizaine d’étudiants dans l’Est du Sénégal qui voulions faire la révolution et changer le monde !

Nous avons travaillé dans l’une des premières ONG du Sénégal : l’Office Africain de Développement et Coopération (OFADEC) où nous encadrions les paysans pour améliorer leur situation de pauvreté extrême. Nous étions très engagés mais n’avions pas les connaissances pratiques nécessaires et il fallait se former sur le terrain. Les conditions de vie étaient très difficiles dans le Sénégal oriental. À la suite de dissensions internes, mes amis et moi-même avons créé notre propre ONG locale plus conforme à notre vision : le Groupe d’Action pour le Développement Communautaire (GADEC). [...]
J’ai commencé mon apprentissage d’animateur/formateur grâce à des groupements féminins : avec les femmes, je créais des petits jardins collectifs villageois, je leur apprenais à installer des pépinières villageoises, à repiquer, à récolter... Nous utilisions les pesticides chimiques dans les jardins, ne connaissant pas l’agriculture biologique, même si la recherche d’alternatives était présente dans le discours des ONG. Des amis belges m’avaient envoyé la plaquette de l’école d’agrobiologie de Beaujeu, dans le Beaujolais. On y parlait de microbiologie des sols, de la culture attelée - une technologie que les paysans sénégalais connaissent bien. Cette présentation m’avait surtout attiré de façon intuitive. L’ONG GADEC m’a aidé pour le billet d’avion, les frais de nourriture et l’hébergement ; pour le reste, j’ai pris un crédit et suis venu en France à Lyon, pour la première fois de ma vie, en 1992. La philosophie de Steiner ressemble beaucoup à celle de mon ethnie, les Sérères. Dans la bibliothèque de l’école, j’ai pris connaissance de la conception de la vie et de la mort de Rudolf Steiner. Sa philosophie ressemble curieusement aux traditions spirituelles du monde sérère qui croit que la mort n’existe pas car l’être humain effectue des va-et-vient entre le monde de l’au-delà et le monde des vivants. Comme disait Goethe : « Dieu a inventé la mort pour qu’il y ait plus de vie. » [...]

J’ai rencontré des personnalités extraordinaires dans cette école : celui qui m’a beaucoup ému était Jean Nolle, l’inventeur de nombreuses machines de taille réduite très bien adaptées aux petits cultivateurs au Sénégal, en Afrique et dans le tiers-monde en général. Il faisait partie du lot d’enseignants exceptionnels de l’école d’agrobiologie de Beaujeu, entre autres : Claude Bourguignon, Xavier Florin, Pierre Rabhi, Max Léglise, Poincet, Joseph Lucas, etc. Jean Nolle disait que des industriels français avaient frauduleusement copié ses plans pour les vendre à l’État sénégalais dans le cadre des différents programmes agricoles d’appui aux paysans. Malheureusement, l’administration coloniale, à la veille des indépendances, l’avait chassé de mon pays - il avait osé faire de l’humour sur ses inventions en disant que "ses machines allaient apporter l’indépendance aux paysans". »
— Abdoulaye Sarr, Praticien Bio Conseil au Sénégal oriental